# Aligarh
Aligarh (hindi: अलीगढ़, urdu:علی گڑھ) er en by i Aligarh-distriktet i den nordlige indiske delstat Uttar Pradesh.. Byen ligger omtrent 145 kilometer sydøst for New Delhi, og er det administrative hovedkvarteret i Aligarh-distriktet. Byen, som har næsten 700.000 indbyggere, er mest kendt som en universitets by hvor det kendte Aligarh muslimske universitet ligger.
27°53′N 78°05′Ø / 27.88°N 78.08°Ø